# علی سجاد همراز
علی سجاد همراز (زادهٔ ۱۹ دی ۱۳۷۸) کاپیتان پاراتکواندوکار اهل افغانستان است. وی در مسابقات ۲۰۲۱ در وزن منهای ۵۷ کیلوگرم مدال برنز را کسب کرد.